# Montord
Montord település Franciaországban, Allier megyében. Lakosainak száma 209 fő (2022. január 1.). Montord Cesset, Chareil-Cintrat, Louchy-Montfand és Saint-Pourçain-sur-Sioule községekkel határos.

## Népesség
A település népességének változása:
| Lakosok száma | 229  | 194  | 208  | 250  | 219  | 214  | 215  | 219  | 216  | 209  |
|               | 1968 | 1982 | 1990 | 2006 | 2013 | 2015 | 2017 | 2019 | 2020 | 2022 |